# Hjulsta säteri
Hjulsta säteri este o arie protejată (arie specială de conservare — SAC, sit de importanță comunitară — SCI) din Suedia întinsă pe o suprafață de 23,4 ha, integral pe uscat.

## Localizare
Centrul sitului Hjulsta säteri este situat la coordonatele 59°32′07″N 17°00′49″E / 59.5352°N 17.0137°E.

## Înființare
Situl Hjulsta säteri a fost declarat sit de importanță comunitară în iunie 1996 pentru a proteja 1 specie de animale. Situl a fost protejat și ca arie specială de conservare în martie 2011.

## Biodiversitate
Situată în ecoregiunea boreală, aria protejată conține 1 habitat natural: Pășuni din zone de pădure fino-scandinave.
La baza desemnării sitului se află o specie protejată de  nevertebrate: Osmoderma eremita.